# Provincia de Klaipėda
La provincia de Klaipėda es una unidad territorial administrativa de Lituania. Según el censo de 2021, tiene una población de 322 283 habitantes.
Cubre un área de 5209 km². La capital es Klaipėda.

## Municipios
Hay siete municipios en la provincia de Klaipėda.
- Klaipėda
- Distrito de Klaipėda
- Distrito de Kretinga
- Neringa
- Palanga
- Distrito de Skuodas
- Distrito de Šilutė